# Mountain View (Arkansas)
Mountain View è una località degli Stati Uniti d'America, capoluogo della contea di Stone, nello Stato dell'Arkansas.